# NGC 2376
NGC 2376 je galaksija u zviježđu Blizancima.

## Vanjske poveznice
- SEDS: NGC 2376